# Tréfols
Tréfols és un municipi francès, situat al departament del Marne i a la regió del Gran Est. L'any 2007 tenia 140 habitants.

## Demografia

### Població
El 2007 la població de fet de Tréfols era de 140 persones. Hi havia 57 famílies, de les quals 8 eren unipersonals (4 homes vivint sols i 4 dones vivint soles), 29 parelles sense fills i 20 parelles amb fills.
La població ha evolucionat segons el següent gràfic:
Habitants censats

### Habitatges
El 2007 hi havia 88 habitatges, 57 eren l'habitatge principal de la família, 24 eren segones residències i 7 estaven desocupats. Tots els 88 habitatges eren cases. Dels 57 habitatges principals, 49 estaven ocupats pels seus propietaris i 8 estaven llogats i ocupats pels llogaters; 3 tenien dues cambres, 12 en tenien tres, 8 en tenien quatre i 34 en tenien cinc o més. 46 habitatges disposaven pel capbaix d'una plaça de pàrquing. A 21 habitatges hi havia un automòbil i a 32 n'hi havia dos o més.

### Piràmide de població
La piràmide de població per edats i sexe el 2009 era:
| Homes | Edats   | Dones |
| ----- | ------- | ----- |
| 0     | 95 o +  | 0     |
| 0     | 90 a 94 | 0     |
| 4     | 85 a 89 | 4     |
| 4     | 80 a 84 | 0     |
| 0     | 75 a 79 | 8     |
| 4     | 70 a 74 | 0     |
| 4     | 65 a 69 | 4     |
| 0     | 60 a 64 | 0     |
| 4     | 55 a 59 | 4     |
| 12    | 50 a 54 | 8     |
| 0     | 45 a 49 | 8     |
| 12    | 40 a 44 | 0     |
| 8     | 35 a 39 | 8     |
| 0     | 30 a 34 | 8     |
| 0     | 25 a 29 | 0     |
| 0     | 20 a 24 | 4     |
| 4     | 15 a 19 | 0     |
| 8     | 10 a 14 | 12    |
| 16    | 5 a 9   | 0     |
| 4     | 0 a 4   | 4     |

## Economia
El 2007 la població en edat de treballar era de 89 persones, 63 eren actives i 26 eren inactives. De les 63 persones actives 56 estaven ocupades (29 homes i 27 dones) i 6 estaven aturades (4 homes i 2 dones). De les 26 persones inactives 13 estaven jubilades, 6 estaven estudiant i 7 estaven classificades com a «altres inactius».

### Ingressos
El 2009 a Tréfols hi havia 63 unitats fiscals que integraven 154 persones, la mediana anual d'ingressos fiscals per persona era de 20.494,5 €.

### Activitats econòmiques
Dels 4 establiments que hi havia el 2007, 1 era d'una empresa de construcció i 3 d'empreses de serveis.
L'únic servei als particulars que hi havia el 2009 era un paleta.
L'any 2000 a Tréfols hi havia 10 explotacions agrícoles que ocupaven un total de 1.060 hectàrees.

## Poblacions més properes
El següent diagrama mostra les poblacions més properes.